# 웹 2.0

웹 2.0에서 널리 쓰인 태그 클라우드로 표현한 웹 2.0의 주제들

웹 2.0(Web 2.0)이란 개방, 참여, 공유의 정신을 바탕으로 사용자가 직접 정보를 생산하여 쌍방향으로 소통하는 웹 기술을 말한다. 참여형 웹, 소셜 웹(social web) 등으로도 불린다. 사용자 제작 컨텐츠, 사용의 용이성, 참여적 문화와 최종 사용자를 위한 상호운용성 등에 주안점을 둔 웹사이트를 주로 이른다.
웹 2.0이라는 용어는 1999년 다시 디누치(Darcy DiNucci)가 제안하였으며 2004년 팀 오라일리와 데일 도허티가 웹 2.0 컨퍼런스에서 사용하면서 널리 퍼졌다. 웹 2.0은 소프트웨어 버전에 빗댄 이름을 지녔으나, 월드 와이드 웹의 형식적 성격의 변화가 아니라 과거의 정적인 웹사이트들 이상으로 상호작용적인 웹사이트들이 번창하는 일반적 변화를 서술한다.
웹 2.0 웹사이트들은 사용자들이 사용자 제작 컨텐츠의 창작자로서 소셜 미디어 상의 대화를 통해 가상 공동체에서 상호작용하고 협업할 수 있도록 한다. 이는 사용자가 수동적으로 컨텐츠를 소비해야 했던 웹 1.0의 웹사이트들과 구별된다. 웹 2.0의 예로는 페이스북과 같은 소셜 미디어와 소셜 네트워크 서비스, 블로그, 위키, 웹사이트와 링크에 단어를 태그하는 포크소노미, 유튜브와 같은 비디오 공유 사이트, 이미지 공유 사이트, 웹 호스트와 애플리케이션, 협력적 소비 플랫폼과 매시업 애플리케이션 등이 있다.
웹 1.0이 인터넷을 통해 일방적으로 정보를 보여주었다면, 웹 2.0은 사용자가 직접 콘텐츠를 생산하여 쌍방향으로 소통할 수 있다. 단순한 웹사이트의 집합체를 웹 1.0으로 보고, 웹 애플리케이션을 제공하는 하나의 플랫폼으로의 발전을 웹 2.0이 데스크톱 컴퓨터의 응용 프로그램을 대체할 것으로 예견하고 있다. 사용자들의 참여, 공유, 개방을 유도산출물을 공유하고, 외부에 개방할 수 있도록 하는 서비스라고 할 수 있다.

## 소개
2004년 웹 2.0 컨퍼런스에서 팀 오라일리와 존 바텔(John Battelle)는 웹 2.0의 특징을 다음의 핵심 요소들로 정리했다.
- 개방, 참여, 공유는 웹2.0의 대표적인 키워드이며, 특히 사용자가 정보의 소비자이자 생산자가 되는 인터넷 통합 환경을 통칭함
- 가벼워진 웹 S/W와 풍부한 사용자 경험을 바탕으로 함
- 플랫폼으로서의 웹
- 집단 지성의 기반이 되는 데이터
- 참여 구조(architecture of participation)에 의한 네트워크 효과
- (오픈 소스 개발과 같이) 여러 시공간에 흩어져 있는 독립적인 개발자들이 공동으로 참여해 혁신하는 시스템이나 사이트
- 콘텐츠와 서비스 신디케이션을 통한 가벼운 비즈니스 모델(lightweight business model)
- 기존의 소프트웨어 개발 사이클과는 다른 "영원한 베타(the perpetual beta)"
- 롱테일의 힘을 극대화시키는 소프트웨어 (하나의 장치에서만 동작한다는 기존의 소프트웨어 관념을 뛰어넘어 여러 이기종(異機種) 장치에서 하나의 소프트웨어로서 구동)

### 시맨틱 웹과의 비교
초기에 '웹 2.0'이란 용어는 시맨틱 웹과 동의어로 사용되었다.
웹 2.0이라는 용어가 나오기 훨씬 전에 시맨틱 웹을 제안한 팀 버너스 리가 시맨틱 웹을 "차세대 웹(The next generation web)"이라 칭했기 때문이다.
웹2.0은 현재 진화중이다.
그러나 시맨틱 웹과 '웹 2.0'은 엄연히 다르다. 시맨틱 웹을 이용한 시스템인 FOAF, XFN 같은 사회적 네트워크 시스템과 태그 기반의 자체 분류법(folksonomy) 또는 시맨틱 웹과 블로그, 위키의 조합은 자연스럽게 시맨틱 웹 환경의 기반이 됨과 동시에 '웹 2.0'이 지향하는 사용자끼리 상호작용, 사용자 중심의 정보 공유를 추구한다.
웹 2.0에서 시맨틱 웹 온톨로지가 필요한 이유는 팀 오라일리가 제안한 웹 2.0의 개념과 연결하여 설명할 때 좀 더 쉬워진다. 분산되어 있는 정보나 서비스들을 연결하여 좀 더 복잡한 프로세스 수행이 가능하도록 서로 다른 기관의 정보들을 통합, 공유하는 경우 정보에 대해 서술하는 메타 데이터 형식이 같아야 하므로 이런 정보들을 온톨로지로 기술하는 것이 필요한 것이다.
시맨틱 웹은 웹 2.0을 실현하는 데 필요한 기술 중 하나가 될 수 있겠지만 시맨틱 웹이 웹 2.0인 것은 아니다.
시맨틱 웹은 사람과 기계(에이전시)가 소통할 수 있는 기술의 집합체이다.
웹의 발전 주기를 분석한 연구에 의하면 웹 1.0, 웹 2.0 그리고 웹 3.0 및 웹 4.0으로 나뉜다.
학자에 따라 의견이 분분하지만 웹 3.0을 시맨틱웹으로 본다.
웹 4.0은 유비쿼터스 웹이라고 한다. 하지만 이러한 구분은 의미가 없다.

## 기술
웹 2.0의 기술적 기반은 복잡하고 여전히 진화 중이나, 여기에는 서버 소프트웨어와 콘텐츠 신디케이션, 메시징 프로토콜, 표준 기반의 브라우저, 다양한 클라이언트 애플리케이션 등을 포함한다. (비표준 브라우저에 대한 플러그인이나 확장은 보통 지양된다) 이와 같이 차별화되지만 상호 보완적인 접근은 기존의 웹사이트에 기대했던 것을 뛰어넘어, 정보의 저장, 창조, 전파의 능력을 갖춘 웹 2.0을 규정한다.
다음과 같은 기법들이 사용된 웹사이트일 경우 웹 2.0 기술을 사용하여 작성되었다고 할 수 있다.
기술적 항목
- 웹 표준, CSS, 의미적으로 유효한 XHTML 마크업, 마이크로포맷
- AJAX와 같은 비동기식 웹 애플리케이션 기법
- RSS/Atom 형태의 데이터 신디케이션
- RSS/Atom 데이터 수집
- 간결하고 의미있는 URL
- 웹로그 글쓰기 지원
- REST 혹은 XML, SOAP 형태의 웹 서비스
- 사회적 네트워크의 요소

일반 항목
- 콘텐츠 접근에 많은 제약이 따르는 (회원 가입제) 사이트와 같은 '울타리 친 정원'(walled garden)이 되어서는 안 된다. 사이트의 비회원을 포함하여 누구라도 공개적으로 쉽게 자료를 얻을 수 있어야 한다.
- 사용자는 사이트에서 주체로서 자신의 데이터를 직접 소유할 수 있어야 한다.
- 순수 웹 기반 (표준화) - 대부분의 웹 2.0 사이트는 브라우저만으로 모든 이용이 가능해야 한다.

### 콘텐츠 신디케이션
콘텐츠 신디케이션은 콘텐츠 공급자와 수요자 사이를 연결해주는 사이버 콘텐츠 중개사업을 말한다. 신디케이터는 콘텐츠를 직접 생산하지는 않지만 우수한 콘텐츠를 수집, 가공해 인터넷 사이트 운영업체에 제공한다.
웹 2.0으로 향하는 처음의 가장 중요한 발전 중의 하나가 바로 웹사이트 콘텐츠에 대한 신디케이션이다. 신디케이션은 최종 사용자가 사이트의 자료를 다른 장소, 즉 다른 웹사이트, 브라우저 플러그인, 독립된 데스크톱 응용 등에서 이용할 수 있도록 표준화된 프로토콜을 이용한다. 신디케이션을 위한 프로토콜들은 모두 XML을 기반으로 하는데 RSS, Atom 등이 있다. (사회적 네트워크의 목적으로 사용되는) FOAF나 XFN과 같은 특수한 프로토콜들은 사이트의 기능을 확장시켜 주거나, 중앙에서 관리하는 웹사이트 없이도 최종 사용자들의 상호 작용을 가능케 해 준다. 마이크로포맷 사이트에 가면 좀 더 특수한 데이터 포맷들을 볼 수 있다.
최근의 이 같은 개발 경향 때문에, 이런 프로토콜들이 공식 표준으로 지정된 것은 아니지만 사실상의 표준처럼 여겨지는 경우가 많다고 할 수 있다.

### 웹 서비스
웹 2.0 프로그램의 일부는 최종 사용자 인터페이스가 아닌, 프로그램 사이에서 사용할 수 있는 기능 서비스를 제공한다. 이 기능 서비스를 이용하기 위한 프로토콜로 크게 SOAP과 REST를 사용하며, 그 밖에 독자적인 방식도 많이 사용한다. XML이 많은 분야에 퍼지면서 웹 2.0에서도 XML이 자주 쓰이며, 웹 2.0의 웹 서비스에서도 XML을 통한 메시지 교환을 하는 추세이다. 하지만 메시지 교환에 꼭 XML을 사용해야 한다는 규정은 없으며, XML이 아닌 방식으로 메시지를 교환하는 프로그램도 있다. 대표적인 것으로 블로그에서 사용하는 트랙백 시스템이 있다.
SOA를 구현하기 위한 기술인 웹 서비스는 과거에는 주로 SOAP 프로토콜에 기반한 서비스를 의미하는 협의의 개념이었으나 웹 2.0 이후로 REST 기반의 서비스가 추가되어 현재는 보다 확대된 개념으로 사용되고 있다.
최근에는 프로그래밍 단계의 웹 서비스뿐만이 아닌 UI를 통째로 사용할 수 있는 스크린 스크래핑 형태로도 웹 서비스를 사용한다.
협의의 웹 서비스에 대해서는 웹 서비스, WSDL과 웹 서비스 기술 명세 목록 항목을 보라.

### 서버 소프트웨어
웹 2.0의 기능성은 현존하는 웹 서버 구조에 기반을 두지만, 웹 2.0은 Back-End 소프트웨어를 훨씬 강조한다. 신디케이션은 동적 콘텐츠 관리 출판 체계와 크게 다를 바가 없으나, 웹 서비스는 일반적으로 훨씬 거친 데이터베이스와 작업 흐름에 대한 지원을 요구하며, 점점 웹 애플리케이션 서버의 전통적인 인트라넷 기능과 유사하게 되어간다. 이제까지 벤더들의 접근 방식은 필요한 기능의 대부분을 단일 서버 플랫폼에 묶는 유니버설 서버 방식이나, API 인터페이스와 다른 도구들을 포함한 향상된 표준 출판 도구를 이용하는 웹 서버 플러그인 방식 또한 해당된다.

## 사회적 영향
웹 2.0에서 발견한 신디케이션과 메시징 능력은 분산된 온라인 커뮤니티 사이에 더 탄탄한 사회적 관계망을 만들 수 있는 가능성을 시사하고 있다. 웹로그 집합을 뜻하는 블로그스피어, 신디케이션 피드의 집합에 대응하는 신디스피어, 위키 집합에 대응하는 위키스피어처럼, 이 같은 커뮤니티들을 집단적으로 지칭하는 용어들이 계속 만들어지고 있지만, 다른 관찰자들은 이 같은 용어 사용이나 가치가 크게 부풀려지는 것에 주의하고 있다.
이와 같은 기술적인 유의점에도 불구하고 웹 2.0은 정치사회 분야에서 다양한 소수의견이 교환되고 문화의 저변이 확대되는데 핵심 역할을 한다. 먼저, 소수의 정치인이나 주요 언론에 의해 주도되던 제한된 정치적 담론에 일반인들이 참여할 수 있게 변화시켰다. 개별 정치인과 다수 국민 간의 쌍방향적 의견 교환이 가능하게 된 것이다. 실제로 1997년 TV 토론회가, 2002년에는 인터넷 커뮤니터 활동의 형태로 정치인들과 의사 소통 경로가 변화되었고, 2007년에는 UCC가 대선의 새로운 홍보수단으로 사용되고 있다. 이미 여러 정치인들이 블로그를 개설하거나 최신의 블로그 툴을 활용하고 있는 것 또한, 웹 2.0이 끼치는 영향을 잘 보여 준다.
이는, 각 국민에게도 정치에 관심을 갖게 하였다. 제도권의 기사나 방송에서 보인 것과 같은 딱딱함이 아니라, 짤막하지만 핵심 사항만을 포함한 UCC 동영상은 다양한 정치 관련 이야기들을 쉽고 재미있게 접하게 하였다.

## 사업적 영향
웹 2.0에서는 가치의 파악과 소비가 생산자나 (운영자와 같은) 특정 소수에 의해 인위적으로 조정되지 않는다. 많은 조직들이 RSS/Atom/RDF 같은 신디케이션 포맷을 이용해 가치를 홍보할 것이다. 웹 서비스의 종단점 출판 방식은 신디케이션을 통한 가치 소비 과정을 단순화할 것이다.

## 같이 보기
- 웹 3.0
- 롱테일
- 집단지성